# 왓콤 C/C++
왓콤 C/C++(Watcom C/C++, 현재는 오픈 왓콤 C/C++)은 왓콤 국제 기업의 C, C++, Fortran 프로그래밍 언어용 통합 개발 환경 (IDE)제품이다. 왓콤 C/C++은  단종될 때까지 상업적인 제품이었으며, 이후에는 오픈 왓콤 C/C++이라는 이름으로 프리웨어로 출시되었다. x86, IA-32, x86-64 호환하는 프로세서를 기반으로 하는 MS-DOS, OS/2, 윈도우, 리눅스 운영 체제용 코드를 개발하고 디버깅하기 위한 도구를 제공한다.

## 역사
사이베이스에서는 더 이상 판매하지는 않지만, 왓콤 C/C ++ 컴파일러와 왓콤 포트란 컴파일러는 오픈 왓콤 꾸러미로 무료로 제공된다.
2005년 12월의 오픈 왓콤 C/C++ 1.4 버전 출시판은 NT 또는 OS/2 호스트 플랫폼에서 지원되는 리눅스 x86을 실험 대상으로 도입했다. 버려진 QNX 버전에 대한 코드가 있지만 컴파일에 필요한 라이브러리를 오픈 소스로 공개 할 수 없다.
안정화 버전 1.9는 2010년 6월 출시되었다.
64 비트 호스트 (윈도우즈 및 리눅스), 내장 텍스트 편집기, 2 단계 구축 체제 및 긴 파일 이름 (LFN)을 지원하는 도스 버전을 지원하는 분기 버전 2.0 베타가 출시되었다.

### 출시 이력
오픈 왓콤 위키에는 포괄적인 기록이 있다.
| 날짜       | 제품명                  | 참고 |
| ---------- | ----------------------- | --- |
| 1984       | S/370용 워털루 C        | |
| 1985       |                         | 현재 코드 생성기 코드베이스 작업 시작됨. |
| 1988       | Watcom C 6.0            | - 도스 호스트 및 대상 전용 - 디버거 및 전체 런타임 라이브러리 세트가 포함 - 당시 다른 컴파일러 보다 우수한 코드 생성됨 - Watcom C 6.5 버전에는 마이크로소프트 그래픽 라이브러리와 유사한 그래픽 라이브러리가 포함                                                  |
| 1989       | Watcom C 7.0            | |
| 1989       | Watcom C 7.0/386        | - 첫 번째 32 비트 버전, 도스 호스트 및 대상 전용 - Phar Lap DOS 확장자를 지원 - 링커 나 디버거와 함께 제공되지 않음 |
| 1990       | Watcom C 8.0            | |
| 1990       | Watcom C 8.0/386        | - 링커, 사서, 디버거, 프로파일러가 추가됨 |
| 1991       | Watcom C 8.5            | |
| 1991       | Watcom C 8.5/386        | - DOS/4GW와 함께 제공됨 - 윈도우즈 3.0 지원함(Win386 확장자) - 유니코드 지원 - OS/2 호스트 실행 파일 추가됨 |
| 1992       | Watcom C 9.0            | |
| 1992       | Watcom C 9.0/386        | - OS/2 2.0 호스트와 대상 지원 - 486 최적화 - 기반 포인터 지원 |
|            | Watcom C 9.01/386       | - 윈도우즈 3.1 지원 |
| 1993       | Watcom C/C++ 9.5        | |
| 1993       | Watcom C/C++ 9.5/386    | - C++ 컴파일러가 추가됨 - 펜티엄 최적화 - 윈도우즈 NT 호스트와 대상을 지원 |
| 1994       | Watcom C/C++ 10.0       | - MFC 포함됨 - 전처리된 헤더 지원 - 16 비트와 32 비트 도구가 한 꾸러미로 합쳐짐 - 디버거를 다시 설계함 - C++ 클래스 브라우저를 추가함 - 윈도우즈 자원 편집기 추가됨 - 윈도우즈 및 OS/2용 그래픽 IDE                                                                |
| 1995       | Watcom C/C++ 10.5       | - OS/2와 Win32에서 기본 C++ 예외처리 - Windows 95 및 NT 3.5 지원 - TCP/IP 원격 디버깅 |
| 1996       | Watcom C/C++ 10.6       | - C에서 구조화된 예외처리 - Microsoft 컴파일러와의 호환성 향상됨 |
| 1997       | Watcom C/C++ 11.0       | - C++ 컴파일러에서 네임스페이스, RTTI, 새로운 형식의 캐스트를 지원 - 64 비트 정수형 지원 - 라이브러리의 멀티바이트 문자 지원 - 증분 링크 지원 - 링커와 사서에서 COFF 와 ELF 목적 파일 지원 - Microsoft 유사 도구 추가 - DLL 이 더나은 IDE 통합용 도구를 기반으로함 |
| 1998       | Watcom C/C++ 11.0B      | |
| 1999       |                         | 사이베이스가 Watcom C/C++ 11.0 용 수명종료를 통지 |
| 2000       |                         | 사이베이스가 왓콤 도구의 오픈 소스화를 발표 |
| 2001-09-27 | Watcom C/C++ 11.0c Beta | |
| 2002-12-21 | Watcom C/C++ 11.0c      | |
| 2003-01-28 | Open Watcom 1.0         | |
| 2003-08-12 | Open Watcom 1.1         | |
| 2004-01-07 | Open Watcom 1.2         | |
| 2004-08-03 | Open Watcom 1.3         | |
| 2005-12-14 | Open Watcom 1.4         | |
| 2006-04-26 | Open Watcom 1.5         | |
| 2006-12-15 | Open Watcom 1.6         | |
| 2007-08-18 | Open Watcom 1.7         | |
| 2007-10-23 | Open Watcom 1.7a        | |
| 2009-02-21 | Open Watcom 1.8         | |
| 2010-06-02 | Open Watcom 1.9         | 현재의 공식 버전 |
| 2015-04-02 | Open Watcom 2.0 Beta    | 깃허브 V2 분기판이다. 오픈 왓콤이 64 비트 호스트 (윈도우즈 및 리눅스), 자원 컴파일러 및 자원 편집기 지원 WIN64 실행 파일, 내장 텍스트 편집기, 2 단계 빌드 시스템, 도구의 도스 버전은 긴 파일 이름 (LFN), 다양한 수정 사항을 지원한다.                              |

## 허가서
오픈 소스 이니셔티브는 오픈 소스로 허가서를 승인했지만 데비안, 페도라 및 자유 소프트웨어 재단은 "해당 소프트웨어를 "배포"할 때마다 소스 코드를 공개적으로 게시해야 하며 "배포"에는 많은 종류의 비공개 사용이 포함되도록 정의되어있다."

## 설계
컴파일러는 도스 (MS-DOS, FreeDOS), OS/2, 윈도우즈, 리눅스 운영체제에서 작동하고 실행 가능 코드를 생성 할 수 있다. Novell NetWare용 NLM 대상도 지원한다. x86, PowerPC및 기타 프로세서에서 실행되는 리눅스 및 현대의 BSD (예: FreeBSD) 운영 체제로 대상을 확장하는 작업이 진행 중이다.
이 코드는 이식성이 있으며 GCC 또는 LCC와 같은 다른 많은 오픈 소스 컴파일러 프로젝트와 마찬가지로 컴파일러 백엔드 (코드 생성기)는 대상을 다시 지정할 수 있다.

## 사용
1990년대 중반에 둠, 디센트, 듀크 뉴켐 3D,, 와 라이즈 오브 더 트라이어드와 같은 기술적으로 야심적인 MS-DOS 컴퓨터 게임 중 일부는 왓콤 컴파일러 와 DOS/4GW 보호 모드 확장자를 사용하는 ROTT와 같은 왓콤 C/C++를 사용하여 제작되었다.
2015년에 복고풍 도시 난동을 MS-DOS로 이식하는 데 사용되었다.
바이오스를 컴파일 하기 위해 버추얼 박스가 사용된다.

## 변형
깃허브에는 오픈 왓콤 V2의 비공식 포크가 있다. 16 비트 도스 CRT 라이브러리 시작의 변형이 WASM으로 작성되었다.

## 호환성
오픈 왓콤의 구문은 마이크로소프트것과 볼랜드것과 같은 다른 컴파일러가 도입한 여러 가지 규칙을 지원한다. 예를 들어 "asm"태그의 앞에 오는 밑줄의 수와 관련된 다른 규칙을 포함한다. 표준 호환 C 또는 C++가 아닌 다른 컴파일러 용으로 작성된 코드는 종종 Watcom 컴파일러로 컴파일된다.
컴파일러는 C89/C90 표준을 기본적으로 지원한다.
오픈 왓콤은 C99 표준과의 부분 호환성을 지원한다. 가장 일반적으로 사용되는 표준 부분을 구현한다. 그러나 문서화되지 않은 명령 줄 스위치 "-za99"를 통해서만 사용할 수 있다. 3 가지 C99 기능은 pre-v1.0 : C ++ 스타일 주석 (//), 유연한 배열 멤버, 열거 형 선언에 허용되는 후행 쉼표로 C90 확장으로 번들되었다.
컴파일러는 현재 새로운 주요 C11 기능을 지원하지 않지만, C 라이브러리에는 "Safe C"기능이 포함되어 있다. 이는 C11의 "경계 검사 인터페이스 (Annex K)"로 알려진 ISO/IEC TR 24731-1에 명시되어있다. 일부 함수 이름 예제는 strcpy_s(), memcpy_s(), printf_s()이다. 이 라이브러리는 2006년 4월에 오픈 왓콤 1.5와 함께 출시되었다.

## 참고 사항
- 오픈 왓콤 어셈블러